# Gubisrath
Gubisrath ist ein kleines Dorf im äußersten Nordosten der Stadt Grevenbroich im Rhein-Kreis Neuss. Es hat 132 Einwohner (Stand: 31. Dezember 2022).

## Lage
Das Dorf Gubisrath bestehend aus 26 Häusern ist rundherum von Feldern umgeben. Nordöstlich von Gubisrath befindet sich die Bundesstraße 477, südöstlich liegt die Ortschaft Dormagen-Gohr. Südwestlich von Gubisrath befindet sich Haus Horr, welches dem Gubisrath nicht angehört.

## Geschichte
Das Dorf Gubisrath wurde gegen Ende des 13. Jahrhunderts erstmals urkundlich erwähnt. Seit dem Mittelalter gehörte der Ort zum Amt Hülchrath im Kurfürstentum Köln. 1794 wurde der Ort von französischen Revolutionstruppen besetzt und kam an die Mairie Hülchrath, die ihrerseits zum Kanton Elsen im Arrondissement Cologne kam. Seit 1815 war Gubisrath ein Teil der Gemeinde Hülchrath, die später in Gemeinde Neukirchen umbenannt wurde und sich im Kreis Grevenbroich befand. Seit dem 1. Januar 1975 ist Gubisrath ein Teil der Stadt Grevenbroich.

### Bevölkerungsentwicklung
| Jahr        | 2013 | 2014 | 2015 | 2016 | 2017 | 2018 | 2019 | 2020 | 2021 | 2022 |
| ----------- | ---- | ---- | ---- | ---- | ---- | ---- | ---- | ---- | ---- | ---- |
| Bevölkerung | 139  | 139  | 140  | 138  | 145  | 137  | 140  | 130  | 132  | 132  |

## Sehenswürdigkeiten
Bauten
- In der Mitte des Dorfes liegt das markante Bodendenkmal „Haag“, eine ehemalige Motte.
- Das Herrenhaus von Haus Horr soll 1738 von dem kurkölnischen Baumeister Leveilly als ein „maison de plaisance“ erbaut worden sein.

Natur
- Der Wald in Gubisrath wird als sogenannte „Hach“ bezeichnet.